# آنتیوخوس دوازدهم

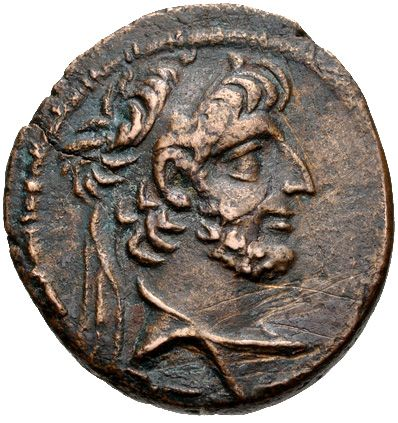
آنتیوخوس دوازدهم و آخرین پادشاه سلوکی در سال های 84 تا 87 پیش از میلاد

آنتیوخوس دوازدهم پادشاه سلوکی میان سال‌های ۸۷-۸۴ (پیش از میلاد) بود. وی پنجمین پسر آنتیوخوس هشتم بود که به شاهی رسید. او جانشین برادرش دیمتریوس سوم در بخش‌های جنوبی بازمانده از امپراتوری سلوکی و به ویژه دمشق و گرداگردش بود.
او در آغاز کار از یاری دودمان بطلمیوسی سود برد. او واپسین شاه سلوکی بود که آوازه‌ای در جنگ -هرچند در حد بومی- داشت. این پادشاه لشکرکشی‌های چندی به سرزمین پادشاهان حشمونی داشت. وی همچنین کوشید تا از سربرآوردن نبطی‌ها جلوگیری کند. او در این جنگ‌ها کامیاب بود تا اینکه در یکی از همین جنگ‌ها به دست عربی کشته شد و سپاهش متفرق و در بیابان‌ها نابود شد. اینچنین نبطیان بر دمشق تاختند و آن شهر را گشودند.